# Def Jam: Fight for NY
Def Jam: Fight for NY es un videojuego desarrollado por EA en colaboración con THX, cuyo juego es basado en la lucha callejera. Este juego de lucha también incorpora cantantes y actores famosos como por ejemplo Snoop Dogg, Sean Paul, Ice-T, Xzibit, Danny Trejo, etc. Se tenía planeada una versión para Game Boy Advance pero esta terminó siendo cancelada.

## Historia
La historia comienza justo donde acaba su antecesor Def Jam Vendetta, luego se puede ver que D-mob está siendo arrestado por dos policías: Jervis y Starks (personajes igualmente jugables). Una vez que capturan a D-mob y lo meten a su auto van conversando, hasta que otro auto los embiste violentamente dejando heridos a los policías, mientras que D-mob escapa con ayuda del conductor del otro auto (quien se trata del personaje que nosotros crearemos). Luego aparecerá otra escena en la que el policía Jervis le describe a otra compañera Lauren (quien también será personaje jugable) como era el sospechoso que ayudó a D-mob (de esta pasaremos finalmente a crear a nuestro personaje, desde elegir su peso, color de piel, cara, voz, etc.)
A continuación veremos la siguiente secuencia en la que Sticky y Blaze (Method Man) están jugando videojuegos, de repente D-mob entra junto con nuestro personaje , a lo que los chicos responden con confusión ¿quien es? D-mob se limita a decir que es alguien que encontró. Los chicos después lo ponen a prueba para saber sus habilidades de combate (Aquí elegiremos un estilo de pelea determinado con el que iniciaremos, estos se explican más abajo del artículo)
Una vez terminado el Tutorial, Blaze obtendrá nuestra confianza mientras que Sticky no completamente, D-mob finalmente le comenta que peleara para el, con la recompensa de recibir dinero. Finalmente Blaze le presenta el pequeño lugar en el que el Ramsley se hospedara mientras este en el grupo.
Cuando logramos vencer a alguien en "The Limit" podremos escoger a una de cuatro chicas para que sea nuestra novia. Una vez que la elijamos iremos hacia ella, repentinamente el personaje Nyne nos impedirá conquistarla sin antes pelear contra él. Una vez que lo vencemos nos llevaremos a la chica (en caso de no vencer a Nyne la chica Shaniqua nos consolará y la obtendremos automáticamente como novia). 
Cuando derrotamos a alguien en "Babylon" nuestra chica nos felicitará y se irá por un momento. Otra chica de nombre Carmen Electra empezará a coquetear con el jugador, aquí se puede elegir entre quedarse con la actual novia o Carmen Electra. Si se elige a Carmen, y se gana la pelea, se tendrá que hacer frente a Skull, quien peleara uno contra uno por dejar a la antigua novia. (Esto antes de la pelea con Sean Paul)
Después de una lucha contra WC en "The red room" (otro de los lugares de pelea), Crow le propone a D-mob una lucha, donde el ganador tomaría todo, y el perdedor "se iría a Nueva Jersey". La pelea sería entre Crack (Fat Joe) y el mejor de la banda de D-mob. D-mob elige a Ramsley, pero Sticky se lo toma mal, (Pues creía que el sería el elegido, ya que Blaze fue derrotado por Crack) por lo que decide irse del bar y abandonar a D-mob y su banda.
Después de ganar la lucha contra Crack, Blaze, D-mob y Ramsley se van a celebrar en una limosina, en el transcurso D-mob le entrega a Ramsley la cadena de su familia (Su banda) como muestra de haber tomado todo para la misma, pero en un semáforo son atacados por Trejo (Danny Trejo), tras una corta persecución, ambos vehículos se estrellan y Ramsley sale para perseguir a Trejo y sus compañeros (Cuyos compañeros resultan ser Sticky y Magic (Busta Rhymes), quienes escapan en el tren), el jugador debe librar una batalla contra Trejo en la estación del tren (Lo más adecuado es que Trejo caiga a las vías del tren y sea arrollado por el tren, pero este movimiento depende de Ramsley. Este muere al ser arrojado a las vías, de lo contrario solo será noqueado). Ramsley sale de la estación e intenta llevarse a D-mob, pero D-mob le ordena que escape de la policía junto con Blaze y lo dejen a él ser arrestado.
Al ganar un torneo individual, Magic, Crow y Sticky entran al departamento de Ramsley y le hacen saber que tienen raptada a su novia, siendo unirse a Crow la única forma de salvarla. Ramsley se ve obligado a cooperar con Crow.
Al llegar al lugar, Ramsley solo debe darle el golpe final a Blaze, pero arrepentido de todo lo que ha hecho golpea a WC, dejándolo inconsciente, Magic y Crack están dispuestos a asesinar al jugador pero Blaze interfiere y se juega una pelea en equipo. Al derrotarlos, el jugador interroga a Magic para que le diga donde está su novia, a lo que Magic, después de varias peticiones, contesta que está en un muelle, donde Sticky Fingaz la tiene escondida en una bodega. Al parecer, después de vencerlos en esta pelea, Ramsley le dice a Crack que se una a la pandilla de D-Mob.
Cuando Blaze y Ramsley llegan ahí, Sticky estaba rociando todo con gasolina, la novia estaba amarrada y amordazada en una silla, al entrar, Sticky le dice a Ramsley que lo odia por llegar y hacer que D-mob lo desplazara por creer que Ramsley tenía mucho futuro en las luchas. Al terminar de hablar, Sticky prende el fuego y se debe pelear contra el en un aro de fuego (Aquí, lo más adecuado es dejar a Sticky con poca salud y luego activar un especial, para que así, el jugador aplique un combo especial y arroje a Sticky al fuego, donde después le cae una columna de madera).
Al ganar, ramsley sale con su novia en brazos, pero al parecer está muerta (o inconsciente, Ramsley deja la intriga), así que decide enfrentarse a Crow para acabar con esto de una vez por todas. En la puerta del Club murder, Crow llega junto con toda su banda, pero el jugador reta a Crow a una pelea, este dice que no podría vencer a toda su banda el solo, así que tras integrarse Blaze, Doc, Ludacris y O.E./Ice-T (Depende de cual elijas en el torneo "ChopShop") Crow ordena a su banda que acaben con la banda de D-mob, pero Crack dice que no es su problema, WC sigue su ejemplo y ambos intentan retirarse, pero al ser amenazados por Crow, deciden pelear con Blaze y los demás. Así se enfrentan los más influyentes de cada banda pero el jugador se escabulle para enfrentar a Crow.
Al llegar a la oficina de Crow, Magic le apunta a Ramsley con un arma pero no dispara, aparentemente Ramsley se había ganado el respeto de Magic, y este lo piensa para matarlo, así que prefiere darle el arma a Ramsley y retirarse de la oficina de Crow. Crow intenta convencer a Ramsley para que le perdone la vida quien luego dispara al cuarto para gastar las balas. Ramsley se retira diciendo que no valía la pena, pero cuando estaba por salir, Crow ofendido apuñala al jugador en la espalda con un cuchillo oculto en su bastón y se ven envueltos en una pelea final (Aquí, aunque Ramsley noqueé a Crow, este es arrojado por la ventana, aquí lo que hay que hacer para conseguir un trofeo es no tocar ninguna).

## Modos de juego

### Modo Historia
El modo historia es el modo principal del videojuego, en este modo uno tiene la opción de crear un personaje para jugar no solo en este modo si no también en los distintos tipos de batalla.
además de poder mejorar a tu peleador o personaje en sus habilidades y tipos de pelea o escoger a alguien que ya este vigente en la biografía del jugador.

### Modos de Batalla
hay varios modos de batalla:
uno a uno(one on one)
equipo(team match)
batallas de 3 hasta 4 peleadores en un solo round (free for all)
y distintos tipos de peleas:
fuera del ring(ring out)
lucha inferno(inferno match)
lucha en jaula(cage match)
lucha en el metro(subway match)
romper ventanas(window match)
y lucha en el estacionamiento(demolition match).

### Lugares escogibles
El juego también incluye lugares escogibles según el modo, y estos son:
- 125 Street Station
- 7th Heaven
- Babylon
- Club-357
- Club-357 High $take$
- Club Murder
- Crow's Office
- The Dragon House
- Gun Hill Garage
- Hunt's Point Scrapyard
- Hunt's Point Scrapyard After Hours
- Red Hook Tire Co.
- Red Room
- Stapleton Athletics
- Syn Energy Power Plant
- Chopshop
- Foundation
- Guantlet
- Gauntlet Intense
- The Heights
- The Limit
- The Pit
- The Terror Dome

### Estilos de pelea
Cada personaje tiene una cantidad de estilos de pelea, mayoritariamente los personajes tienen 2 estilos pero la cantidad máxima de estilos es de 3 (excepto Henry Rollins, cuyo personaje es el único que posee 4 estilos), y estos son:
- Kickboxing
- Streetfighting
- Martial Arts
- Wrestling
- Submissions

Los golpes, las patadas y demás van cambiando conforme le agregues los estilos.

## Personajes
Los personajes con el fondo ██ significa que son parte de la banda de D-Mob y los de fondo ██ son de la banda de Crow.
| Nombre                    | Estilos                                                | Breve descripción |
| ------------------------- | ------------------------------------------------------ | --- |
| Baby Chris                | Kickboxing y Streetfighting                            | |
| David Banner              | Streetfighting y Wrestling                             | Uno de los luchadores más peligrosos de la banda de Crow. |
| Baxter                    | Streetfighting y Martial Arts                          | |
| Method Man como Blaze     | Wrestling                                              | Es el mejor amigo de Doc, se convierte en el líder de la banda luego de que D-Mob fuera arrestado. |
| Bless                     | Martial Arts y Kickboxing                              | |
| BO                        | Martial Arts                                           | |
| Bone Crusher              | Wrestling                                              | Posiblemente el más pesado de la banda de Crow y, al igual que David Banner, uno de los más peligrosos. |
| Bubba Sparxxx             | Wrestling y Kickboxing                                 | |
| Capone                    | Streetfighting                                         | Es el mejor amigo de N.O.R.E. |
| Carmen Electra            | Martial Arts y Kickboxing                              | Cambia a la banda de D-Mob si la cambias por tu actual novia. |
| Chiang                    | Martial Arts                                           | |
| Busta Rhymes como Magic   | Submissions                                            | Es el mejor luchador de la banda de Crow, mejor amigo de Crack. |
| Cindy J                   | Streetfighting y Martial Arts                          | Se une a la banda de D-Mob si la eliges como novia. |
| Comp                      | Wrestling                                              | |
| Fat Joe como Crack        | Wrestling y Streetfighting                             | Es el segundo mejor luchador de la banda de Crow, al final cambia a la banda de D-Mob. |
| Crazy Legs                | Martial Arts                                           | |
| Snoop Dogg como Crow      | Martial Arts                                           | Es el líder de la banda de Crow, y el principal antagonista del juego. Muere cuando cae de su oficina. |
| Cruz                      | Wrestling                                              | |
| D-Mob                     | Wrestling y Submissions                                | Es el líder de la banda de D-Mob, y junto con el jugador, es el principal enemigo de Crow y su banda. |
| Dan G                     | Streetfighting y Martial Arts                          | |
| Redman como Doc           | Martial Arts                                           | Es el mejor amigo de Blaze y uno de los mejores luchadores de la banda de D-Mob. |
| Elephant Man              | Kickboxing y Martial Arts                              | |
| Erick Sermon              | Streetfighting y Wrestling                             | |
| Fam-Lay                   | Streetfighting, Martial Arts y Wrestling               | |
| Flava Flav                | Martial Arts                                           | |
| Freeway                   | Kickboxing y Martial Arts                              | |
| Ghostface Killah          | Wrestling                                              | |
| Havoc                     | Martial Arts y Wrestling                               | |
| Henry Rollins             | Kickboxing, Streetfighting, Submissions y Martial Arts | Es el entrenador personal del jugador que mejora las habilidades de éste, es el único personaje del juego en tener 4 estilos de pelea.                                                                                            |
| House                     | Streetfighting y Wrestling                             | Entrena con Henry Rollins y el jugador en Staplethon Athletics. |
| Ice-T                     | Martial Arts y Submissions                             | Cambia a la banda de D-Mob si lo eliges como compañero en el torneo de equipos. |
| Jacob                     | Wrestling y Martial Arts                               | Amigo del jugador que le vende cadenas y joyería. |
| Jervis                    | Streetfighting                                         | Es uno de los policías que arrestan a D-Mob. |
| Joe Budden                | Martial Arts y Submissions                             | |
| Kimora                    | Streetfighting y Martial Arts                          | La escoges como novia y el jugador tendrá que vencer a Nyne para conseguirla. |
| Lauren                    | Streetfighting                                         | Es la policía femenina que interroga a Jervis sobre el sospechoso que dejó escapar a D-Mob. Este el único personaje femenino que no se consigue como novia.                                                                       |
| Lil' Flip                 | Martial Arts                                           | |
| Lil' Kim                  | Martial Arts                                           | Se une a la banda de D-Mob si la eliges como novia, y después de derrotar a Nyne. |
| Ludacris                  | Kickboxing y Martial Arts                              | |
| Mack 10                   | Streetfighting y Wrestling                             | |
| Manny                     | Streetfighting y Wrestling                             | Era miembro del bando de D-Mob, pero después de los eventos de Def Jam Vendetta se separó, y se dedica a hacer tatuajes al jugador.                                                                                               |
| Masa                      | Submissions                                            | |
| Meca                      | Kickboxing                                             | |
| Memphis Bleek             | Streetfighting y Wrestling                             | |
| N.O.R.E.                  | Streetfighting y Submissions                           | Es el mejor amigo de Capone. |
| Nyne                      | Streetfighting y Martial Arts                          | Es tu enemigo cuando tu personaje quiere conseguir una novia en The Limit, si le gana la conseguirá sin problemas, pero si pierde lo dejará con Shaniqua como novia.                                                              |
| Omar Epps como O.E.       | Streetfighting                                         | Cambia a la banda de D-Mob si lo eliges como compañero en el torneo de equipos. |
| Prodigy                   | Kickboxing, Streetfighting y Submissions               | |
| Pockets                   | Martial Arts, Streetfighting y Kickboxing              | |
| Rome                      | Streetfighting y Martial Arts                          | |
| Santos                    | Kickboxing                                             | |
| Shaniqua                  | Streetfighting y Wrestling                             | Es la novia fea del juego, que se autoproclama como novia después de que el jugador pierde contra Nyne. |
| Skull                     | Streetfighting y Submissions                           | Es tu enemigo si perdiste la primera lucha contra Nyne por la chica y te quedaste con Shaniqua, y escoges a Carmen Electra como novia y ella gana el te retará a una pelea por haberla dejado.                                    |
| Starks                    | Streetfighting Kickboxing y Submissions                | Es otro de los policías que arrestan a D-Mob. |
| Stingray                  | Streetfighting y Wrestling                             | Amigo del jugador que hace los cortes de cabello y barba. |
| Snowman                   | Wrestling, Streetfighting y Martial Arts               | Era uno de los esbirros de D-Mob, pero después de lo ocurrido en Def Jam Vendetta, se dedica a vender ropa al jugador. |
| Solo                      | Martial Arts, Submissions y Streetfighting             | |
| Suspect                   | Streetfighting                                         | Se trata del modelo de renderizado del jugador antes de ser customizado, es el personaje con las estadísticas más altas en el juego.                                                                                              |
| Trejo                     | Streetfighting                                         | Es uno de los miembros más peligrosos del bando de Crow, muere en las vías del tren. |
| Scarface                  | Streetfighting y Wrestling                             | |
| Sean Paul                 | Martial Arts                                           | |
| Shawnna                   | Kickboxing, Streetfighting y Martial Arts              | La escoges como novia y el jugador tendrá que vencer a Nyne para conseguirla. |
| Sticky Fingaz como Sticky | Streetfighting                                         | Miembro del bando de D-Mob que cambia al bando de Crow después de ser reemplazado por el jugador, secuestra a su novia e incendia el escenario para pelear con el jugador, muere después de ser arrojado por el jugador al fuego. |
| Slick Rick                | Submissions y Kickboxing                               | |
| Teck                      | Kickboxing y Martial Arts                              | |
| Trick                     | Streetfighting                                         | |
| WC                        | Streetfighting, Martial Arts y Wrestling               | Miembro de la banda de D-Mob que cambia a la banda de Crow en el modo historia, al final vuelve al bando de D-Mob. |
| Warren G                  | Kickboxing, Martial Arts y Wrestling                   | |
| Xzibit                    | Kickboxing y Submissions                               | |

## Recepción
El juego recibió críticas muy positivas. GameSpot e IGN le dieron una puntuación de 8,7 sobre 10 y GameSpy y X-Play le dieron una puntuación de 4 sobre 5. Alex Navarro elogió el juego por mejorar casi todos los aspectos de su predecesor, incluidos los nuevos estilos de lucha, creación de personajes e interacción con armas y entornos. Las críticas generalmente se produjeron sobre la vista de la cámara del juego y los problemas de velocidad de fotogramas que se encuentran en todas las versiones de la consola. Además, los revisores mencionaron que el juego está cargado de mucha blasfemia, aunque funciona dentro del contexto del juego. Aparte de la velocidad de fotogramas, los críticos elogiaron los gráficos del juego, y tanto IGN como GameSpot los llamaron "impresionantes".
Maxim le dio un puntaje de ocho sobre diez y dijo: "Si el desafiado líricamente se siente excluido, puede crear su propio luchador vestido con hielo, cortesía del proveedor de joyas de celebridades Jacob the Jeweler. Es mejor verse bien que ... ay ...sentirse bueno". El Sydney Morning Herald también le dio al juego cuatro estrellas de cinco y dijo que "el hecho de que tiene la historia más profunda jamás vista en un luchador simplemente se suma a la sensación realista del brutal combate interior.